# The 20/20 Experience World Tour
The 20/20 Experience World Tour fue la quinta gira musical del cantante y compositor estadounidense Justin Timberlake, realizada para promover su tercer álbum de estudio The 20/20 Experience y su continuación The 20/20 Experience (2 of 2). Inició el 6 de noviembre de 2013 en Nueva York y terminó el 2 de enero de 2015 en Las Vegas. Originalmente, iniciaría el 31 de octubre de 2013 en Montreal, Canadá, pero debido a ciertos problemas con los ensayos y la producción, los tres primeros conciertos fueron reprogramados para mediados de julio de 2014. Además de Norteamérica, la gira recorrió África, Europa y Oceanía en países como los Emiratos Árabes Unidos, Alemania, el Reino Unido, Australia, entre otros. La lista de canciones incluía un total de treinta y dos temas, entre ellos algunos de los mayores éxitos de Timberlake, tales como «Cry Me a River», «What Goes Around... Comes Around» y «Mirrors».
La gira contó con la aclamación por parte de los críticos, quienes destacaron principalmente las voces y las coreografías, así como el rendimiento general del cantante y su banda. Asimismo, alabaron la capacidad de Timberlake de desarrollar distintos géneros musicales como el pop, el R&B, el hip hop, entre otros. Varios también señalaron que superó todas las expectativas y lo describieron como «simple» e «impecable» en la mayoría de las ocasiones. Adicionalmente, la gira fue todo un éxito, siendo la segunda más exitosa del 2014 y primera por un solista con una recaudación de más de $200 millones.

## Antecedentes y anuncio

Logotipo de la gira.

El 6 de mayo de 2013, en medio de la promoción de The 20/20 Experience, Timberlake anunció que luego de finalizar su gira colaborativa al lado de Jay-Z, se embarcaría en su propia gira como solista, la cual llevaría por nombre The 20/20 Experience World Tour. Con ello, se mostraron las primeras fechas, comenzando con la etapa norteamericana el 31 de octubre de ese año en Montreal, Canadá, y extendiéndose hasta el 2014 con conciertos en Edmonton, Denver y otras ciudades. A finales de septiembre, fueron reveladas las primeras fechas para la etapa europea, la cual daría inicio el 30 de marzo de 2014 con cinco espectáculos en el Reino Unido, número que posteriormente aumentaría a nueve debido a la buena recepción. La gira también pasaría por Alemania, Bélgica, Dinamarca, Francia y otros países. El 15 de octubre se anunció que los primeros conciertos de Norteamérica serían reprogramados dado que el cantante necesitaba más tiempo para ensayar el espectáculo debido a algunos cambios de último minuto en la producción, dando inicio a la gira definitivamente el 6 de noviembre en Nueva York, Estados Unidos.
En enero de 2014, fue anunciada una pequeña etapa para Asia, la cual tendría solo tres conciertos, así como una segunda etapa europea, que constaría de otros seis recitales, entre ellos una partición en el festival Rock in Rio en Lisboa, Portugal, y una nueva fecha en Londres, Reino Unido. Entre ambas etapas habría un concierto en Rabat, Marruecos, el cual sería parte del Mawazine Festival. Más tarde, una segunda etapa para Norteamérica fue anunciada, así como otra pequeña etapa para Europa que solo constaría de dos participaciones en el V Festival, y un concierto en Polonia e Islandia. El 2 de marzo, Timberlake mostró cinco espectáculos programados para Australia, que una semana más tarde se extenderían a diez debido a la buena recepción, siendo dos para Melbourne, Adelaida, Brisbane, Sídney y Perth. Originalmente, hubo una única fecha para Nueva Zelanda, pero al igual que en Australia se terminaron añadiendo dos más. Finalmente, se anunció una tercera etapa para Norteamérica, la cual finalizaría definitivamente la gira el 20 de diciembre de 2014 en Atlanta, Estados Unidos. No obstante, dos nuevas fechas para Las Vegas aparecieron de improviso para el 1 y 2 de enero de 2015.

## Comentarios de la crítica
En términos generales, la gira contó con la aclamación crítica de expertos de todo el mundo, principalmente de los Estados Unidos y el Reino Unido. El escritor James Lachno de The Telegraph le dio una calificación perfecta de cinco estrellas y describió el espectáculo como «magistral», además de alabar las voces, la coreografía, la actuación y el ritmo por ser «impecables». Kitty Empire de The Guardian le dio cuatro estrellas de cinco y alabó la capacidad de Timberlake de adaptarse a los distintos géneros, como el funk, el R&B, el pop, entre otros. Asimismo, se mostró gratamente sorprendida por su evolución en el escenario desde que formó parte de la boy band N'Sync. Además, destacó que la «impecable» actuación de dos horas era suficiente para justificar la falta de cañones de confeti o fuegos artificiales. El crítico Daniel Wray de The Independent también lo calificó con cuatro estrellas de cinco y declaró que es un espectáculo «cargado de fastuosidad y burlas sexuales». Aunque, el crítico Phillip Cosores de la revista Paste dijo que si bien la producción era «original y extravagante», la mayoría de los artistas de hoy día son iguales. Sin embargo, Cosores alabó la coordinación de Timberlake y todo su equipo en el escenario, donde realizaban movimientos muy precisos. Jane Stevenson de Toronto Sun le dio al espectáculo cuatro estrellas de cinco y habló favorablemente del humor del cantante, así como del canto y las coreografías. Jim Farber de New York Daily News aclamó el rendimiento en general de Timberlake y su banda, principalmente en las coreografías. Por su parte, Gabi Duncan de Neon Tommy comentó que:

«Aunque parecía imposible, Timberlake superó las altas expectativas con un rendimiento fluido que estuvo cargado de pavoneo y alma [...] La puesta en escena se mantuvo simple y limpia, sin campanas ni silbidos innecesarios. Se trataba de la increíble música de este artista fenomenal [...] Él lo hizo todo: cantó, bailó y tocó dos instrumentos durante el set de dos horas y media, sin perder ni un solo latido. Timberlake se solidificó como uno de los mejores en este negocio. Él satisfizo los deseos de la audiencia y les dio valor de su dinero. Hubo un poco de todo».

Emily Zemler de The Hollywood Reporter aseguró que «Timberlake es claramente un artista nato, bailó alegremente y saltó por el escenario, a menudo sonriendo como si dijera "estoy pasando el mejor momento del mundo y luzco increíble mientras lo hago"». Parag Parikh de Gound Sounds aseguró que con todos los efectos auditivos y visuales, el concierto se convirtió en «una verdadera experiencia», y que hace sentir a los espectadores como si estuviesen dentro del videoclip de «Scream» de Michael Jackson y Janet Jackson. Igualmente, comentó que Timberlake estaba a la altura de algunos de sus rivales como Lady Gaga y Bruno Mars. El sitio The Wise Guise expresó que, independientemente de si el regreso de Timberlake con The 20/20 Experience fue una decepción o no, no había duda de que el cantante estaba a un nivel más alto que la mayoría de los artistas en el mercado. Joey Guerra de The Chron expuso que a pesar de que cada momento estaba cargado de una «estricta» coreografía y que ello complicaba el canto y la armonía, Timberlake no sudó ni una gota. Sandra Sperounes del periódico Edmonton Journal resumió su reseña diciendo que el intérprete «puede cantar, bailar, tiene un gran sentido del humor, no es malo de ver y es generoso con sus admiradores». Don Chareunsy de Las Vegas Sun escribió una reseña favorable del espectáculo diciendo que Timberlake es «un cantante, bailarín y una máquina sexual, y es sin duda uno de los mejores artistas musicales en vivo de hoy día». También se mostró gratamente sorprendido por su capacidad para interpretar distintos géneros musicales como el R&B, el soul, el hip hop, el country y otros. Sin embargo, objetó que a lo largo del concierto las voces de los coristas se oían más fuertes que las del cantante.
Shmiela Ali-Stewart del periódico The Journal le dio una calificación perfecta de cinco estrellas y describió el recital como «espléndido», «brillante», «suave», «simple» e «impecable». Francois Marchand de Vancouver Sun comentó que si bien el regreso de Timberlake con The 20/20 Experience y su secuela fue «desesperado», su espectáculo estuvo «más allá de las expectativas de toda la Rogers Arena». Marchand también hablo positivamente sobre la producción, el rendimiento del cantante y la interacción con el público. Ross Raihala del diario Twin Cities señaló que el único error del concierto era la falta de iluminación, y que aquellos que estaban en la parte trasera de la arena no pudieron «deleitarse» por completo.

## Actos de apertura
- The Weeknd (Norteamérica, del 6 al 15 de noviembre de 2013)[37]
- DJ Freestyle (Norteamérica, del 16 de noviembre de 2013 al 5 de marzo de 2014, exceptuando el 17 y 19 de diciembre y 24 de febrero)[37]

## Lista de canciones
1. «Pusher Love Girl»
2. «Gimme What I Don't Know (I Want)»
3. «Rock Your Body»
4. «Don't Hold the Wall»
5. «FutureSex/LoveSound»
6. «Like I Love You»
7. «My Love»
8. «TKO»
9. «Strawberry Bubblegum»
10. «Summer Love»
11. «LoveStoned»
12. «Until the End of Time»
13. «Holy Grail»
14. «Cry Me a River»

Interludio
1. «Only When I Walk Away»
2. «True Blood»
3. «Drink You Away»
4. «Tunnel Vision»
5. «Señorita»
6. «Let the Groove Get In»
7. «That Girl»
8. «Heartbreak Hotel»
9. «Not a Bad Thing»
10. «Human Nature»
11. «What Goes Around... Comes Around»
12. «Cabaret»
13. «Take Back the Night»
14. «Murder»
15. «Poison»
16. «Suit & Tie»

Encore
1. «SexyBack»
2. «Mirrors»

Fuente: CBS.

## Fechas de la gira y recaudación
| Norteamérica — Etapa I   |                  |                        |                               |                             |              |
| 6 de noviembre de 2013   | Nueva York       | Estados Unidos         | Barclays Center               | 14 513 / 14 513 (100%)      | $1 970 335   |
| 7 de noviembre de 2013   | Hartford         | Estados Unidos         | XL Center                     | 11 967 / 11 967 (100%)      | $1 106 260   |
| 9 de noviembre de 2013   | East Rutherford  | Estados Unidos         | Izod Center                   | 16 110 / 16 110 (100%)      | $1 986 193   |
| 10 de noviembre de 2013  | Filadelfia       | Estados Unidos         | Wells Fargo Center            | 15 027 / 15 027 (100%)      | $1 676 011   |
| 13 de noviembre de 2013  | Raleigh          | Estados Unidos         | PNC Arena                     | 14 027 / 14 027 (100%)      | $1 567 060   |
| 15 de noviembre de 2013  | Nashville        | Estados Unidos         | Bridgestone Arena             | 14 415 / 14 415 (100%)      | $1 532 945   |
| 16 de noviembre de 2013  | Columbus         | Estados Unidos         | Nationwide Arena              | 14 764 / 14 764 (100%)      | $1 555 185   |
| 18 de noviembre de 2013  | Memphis          | Estados Unidos         | FedExForum                    | 14 005 / 14 005 (100%)      | $1 399 215   |
| 19 de noviembre de 2013  | Saint Louis      | Estados Unidos         | Scottrade Center              | 15 519 / 15 519 (100%)      | $1 540 510   |
| 21 de noviembre de 2013  | Tulsa            | Estados Unidos         | BOK Center                    | 13 341 / 13 341 (100%)      | $1 519 185   |
| 26 de noviembre de 2013  | Los Ángeles      | Estados Unidos         | Staples Center                | 14 414 / 14 414 (100%)      | $1 613 042   |
| 27 de noviembre de 2013  | Anaheim          | Estados Unidos         | Honda Center                  | 12 183 / 12 183 (100%)      | $1 411 295   |
| 29 de noviembre de 2013  | Las Vegas        | Estados Unidos         | MGM Grand Garden Arena        | 25 718 / 25 718 (100%)      | $3 683 089   |
| 30 de noviembre de 2013  | Las Vegas        | Estados Unidos         | MGM Grand Garden Arena        | 25 718 / 25 718 (100%)      | $3 683 089   |
| 2 de diciembre de 2013   | Phoenix          | Estados Unidos         | US Airways Center             | 13 782 / 13 782 (100%)      | $1 578 563   |
| 4 de diciembre de 2013   | Dallas           | Estados Unidos         | American Airlines Center      | 14 820 / 14 820 (100%)      | $1 671 448   |
| 5 de diciembre de 2013   | Houston          | Estados Unidos         | Toyota Center                 | 12 892 / 12 892 (100%)      | $1 567 629   |
| 11 de diciembre de 2013  | Indianapolis     | Estados Unidos         | Bankers Life Fieldhouse       | 13 797 / 13 797 (100%)      | $1 372 447   |
| 12 de diciembre de 2013  | Cleveland        | Estados Unidos         | Quicken Loans Arena           | 15 452 / 15 452 (100%)      | $1 476 065   |
| 14 de diciembre de 2013  | Pittsburgh       | Estados Unidos         | Consol Energy Center          | 14 371 / 14 371 (100%)      | $1 490 160   |
| 15 de diciembre de 2013  | Louisville       | Estados Unidos         | KFC Yum! Center               | 16 414 / 16 414 (100%)      | $1 692 785   |
| 17 de diciembre de 2013  | Atlanta          | Estados Unidos         | Philips Arena                 | 13 287 / 13 287 (100%)      | $1 687 436   |
| 19 de diciembre de 2013  | Orlando          | Estados Unidos         | Amway Center                  | 13 434 / 13 434 (100%)      | $1 521 365   |
| 13 de enero de 2014      | Edmonton         | Canadá                 | Rexall Place                  | 26 873 / 26 873 (100%)      | $2 896 577   |
| 14 de enero de 2014      | Edmonton         | Canadá                 | Rexall Place                  | 26 873 / 26 873 (100%)      | $2 896 577   |
| 16 de enero de 2014      | Vancouver        | Canadá                 | Rogers Arena                  | 13 481 / 13 481 (100%)      | $1 481 451   |
| 17 de enero de 2014      | Seattle          | Estados Unidos         | KeyArena                      | 12 357 / 12 357 (100%)      | $1 413 755   |
| 19 de enero de 2014      | San José         | Estados Unidos         | SAP Center at San Jose        | 13 204 / 13 204 (100%)      | $1 549 737   |
| 20 de enero de 2014      | Inglewood        | Estados Unidos         | The Forum                     | 13 432 / 13 432 (100%)      | $1 542 566   |
| 22 de enero de 2014      | Denver           | Estados Unidos         | Pepsi Center                  | 13 839 / 13 839 (100%)      | $1 617 980   |
| 7 de febrero de 2014     | Fargo            | Estados Unidos         | Fargodome                     | 15 639 / 15 639 (100%)      | $1 329 810   |
| 9 de febrero de 2014     | Saint Paul       | Estados Unidos         | Xcel Energy Center            | 15 102 / 15 102 (100%)      | $1 676 525   |
| 10 de febrero de 2014    | Omaha            | Estados Unidos         | CenturyLink Center            | 14 572 / 14 572 (100%)      | $1 620 130   |
| 13 de febrero de 2014    | Toronto          | Canadá                 | Air Canada Centre             | 30 059 / 30 059 (100%)      | $3 324 289   |
| 14 de febrero de 2014    | Toronto          | Canadá                 | Air Canada Centre             | 30 059 / 30 059 (100%)      | $3 324 289   |
| 16 de febrero de 2014    | Chicago          | Estados Unidos         | United Center                 | 29 293 / 29 293 (100%)      | $3 702 833   |
| 17 de febrero de 2014    | Chicago          | Estados Unidos         | United Center                 | 29 293 / 29 293 (100%)      | $3 702 833   |
| 20 de febrero de 2014    | Nueva York       | Estados Unidos         | Madison Square Garden         | 27 763 / 27 763 (100%)      | $3 663 790   |
| 21 de febrero de 2014    | Nueva York       | Estados Unidos         | Madison Square Garden         | 27 763 / 27 763 (100%)      | $3 663 790   |
| 24 de febrero de 2014    | Washington D. C. | Estados Unidos         | Verizon Center                | 14 816 / 14 816 (100%)      | $1 759       |
| 25 de febrero de 2014    | Filadelfia       | Estados Unidos         | Wells Fargo Center            | 15 648 / 15 648 (100%)      | $1 787 142   |
| 27 de febrero de 2014    | Boston           | Estados Unidos         | TD Garden                     | 13 815 / 13 815 (100%)      | $1 622 639   |
| 4 de marzo de 2014       | Sunrise          | Estados Unidos         | BB&T Center                   | 12 629 / 12 629 (100%)      | $1 517 577   |
| 5 de marzo de 2014       | Miami            | Estados Unidos         | American Airlines Arena       | 13 008 / 13 008 (100%)      | $1 609 449   |
| Europa — Etapa II        |                  |                        |                               |                             |              |
| 30 de marzo de 2014      | Sheffield        | Reino Unido            | Motorpoint Arena              | 10 009 / 10 009 (100%)      | $1 305 817   |
| 1 de abril de 2014       | Londres          | Reino Unido            | The O2 Arena                  | 44 795 / 44 795 (100%)      | $6 520 355   |
| 2 de abril de 2014       | Londres          | Reino Unido            | The O2 Arena                  | 44 795 / 44 795 (100%)      | $6 520 355   |
| 4 de abril de 2014       | Glasgow          | Reino Unido            | SSE Hydro                     | 20 863 / 20 863 (100%)      | $2 360 195   |
| 5 de abril de 2014       | Glasgow          | Reino Unido            | SSE Hydro                     | 20 863 / 20 863 (100%)      | $2 360 195   |
| 7 de abril de 2014       | Mánchester       | Reino Unido            | Phones 4u Arena               | 25 107 / 25 107 (100%)      | $3 300 208   |
| 8 de abril de 2014       | Mánchester       | Reino Unido            | Phones 4u Arena               | 25 107 / 25 107 (100%)      | $3 300 208   |
| 11 de abril de 2014      | Birmingham       | Reino Unido            | LG Arena                      | 24 542 / 24 542 (100%)      | $3 449 688   |
| 12 de abril de 2014      | Birmingham       | Reino Unido            | LG Arena                      | 24 542 / 24 542 (100%)      | $3 449 688   |
| 14 de abril de 2014      | Zúrich           | Suiza                  | Hallenstadion                 | 27 140 / 27 140 (100%)      | $3 220 932   |
| 16 de abril de 2014      | Zúrich           | Suiza                  | Hallenstadion                 | 27 140 / 27 140 (100%)      | $3 220 932   |
| 18 de abril de 2014      | Arnhem           | Países Bajos           | Gelredome                     | 36 644 / 36 644 (100%)      | $3 322 812   |
| 20 de abril de 2014      | Colonia          | Alemania               | Lanxess Arena                 | 30 047 / 30 047 (100%)      | $3 115 442   |
| 22 de abril de 2014      | Colonia          | Alemania               | Lanxess Arena                 | 30 047 / 30 047 (100%)      | $3 115 442   |
| 24 de abril de 2014      | Berlín           | Alemania               | O2 World                      | 27 447 / 27 447 (100%)      | $2 794 830   |
| 26 de abril de 2014      | París            | Francia                | Stade de France               | 57 286 / 57 286 (100%)      | $5 241 720   |
| 28 de abril de 2014      | Ámsterdam        | Países Bajos           | Ziggo Dome                    | 15 383 / 15 383 (100%)      | $1 624 794   |
| 1 de mayo de 2014        | Amberes          | Bélgica                | Sportpaleis                   | 36 141 / 36 141 (100%)      | $4 047 099   |
| 2 de mayo de 2014        | Amberes          | Bélgica                | Sportpaleis                   | 36 141 / 36 141 (100%)      | $4 047 099   |
| 4 de mayo de 2014        | Hamburgo         | Alemania               | O2 World de Hamburgo          | 12 312 / 12 312 (100%)      | $1 283 422   |
| 6 de mayo de 2014        | Copenhague       | Dinamarca              | Parken Stadium                | 49 398 / 49 398 (100%)      | $5 147 387   |
| 8 de mayo de 2014        | Oslo             | Noruega                | Telenor Arena                 | 19 050 / 19 050 (100%)      | $2 087 482   |
| 10 de mayo de 2014       | Estocolmo        | Suecia                 | Tele2 Arena                   | 26 602 / 26 602 (100%)      | $2 648 177   |
| 12 de mayo de 2014       | Helsinki         | Finlandia              | Hartwall Areena               | 12 216 / 12 216 (100%)      | $1 367 648   |
| 15 de mayo de 2014       | San Petersburgo  | Rusia                  | SKK                           | 17 334 / 22 000 (79%)       | $1 953 844   |
| 17 de mayo de 2014       | Moscú            | Rusia                  | Estadio Olimpiski             | 22 705 / 23 000 (98%)       | $3 845 775   |
| Asia — Etapa III         |                  |                        |                               |                             |              |
| 23 de mayo de 2014       | Abu Dabi         | Emiratos Árabes Unidos | Isla de Yas                   | 24 873 / 24 873 (100%)      | $3 622 820   |
| 26 de mayo de 2014       | Estambul         | Turquía                | ITU Stadium                   | 32 459 / 35 656 (91%)       | $3 154 353   |
| 28 de mayo de 2014       | Tel Aviv         | Israel                 | Hayarkon Park                 | 44 634 / 49 924 (89%)       | $5 169 975   |
| África — Etapa IV        |                  |                        |                               |                             |              |
| 30 de mayo de 2014       | Rabat            | Marruecos              | OLM Souissi                   | —                           | —            |
| Europa — Etapa V         |                  |                        |                               |                             |              |
| 1 de junio de 2014       | Lisboa           | Portugal               | Parque das Nações             | —                           | —            |
| 3 de junio de 2014       | Praga            | República Checa        | O2 Arena                      | 15 727 / 15 727 (100%)      | $1 332 516   |
| 4 de junio de 2014       | Viena            | Austria                | Wiener Stadthalle             | 13 748 / 13 748 (100%)      | $1 598 539   |
| 6 de junio de 2014       | Berlín           | Alemania               | O2 World                      | [ n. 3 ]                    | —            |
| 8 de junio de 2014       | Frankfurt        | Alemania               | Commerzbank-Arena             | 38 646 / 38 646 (100%)      | $3 841 803   |
| 10 de junio de 2014      | Londres          | Reino Unido            | The O2 Arena                  | [ n. 4 ]                    | —            |
| Norteamérica — Etapa VI  |                  |                        |                               |                             |              |
| 9 de julio de 2014       | Buffalo          | Estados Unidos         | First Niagara Center          | 15 152 / 15 152 (100%)      | $1 412 080   |
| 12 de julio de 2014      | Charlotte        | Estados Unidos         | Time Warner Cable Arena       | 15 029 / 15 029 (100%)      | $1 836 091   |
| 14 de julio de 2014      | Baltimore        | Estados Unidos         | Baltimore Arena               | 12 051 / 12 051 (100%)      | $1 288 155   |
| 16 de julio de 2014      | Albany           | Estados Unidos         | Times Union Center            | 11 730 / 11 730 (100%)      | $1 127 495   |
| 18 de julio de 2014      | Uncasville       | Estados Unidos         | Mohegan Sun                   | 7090 / 7090 (100%)          | $785 270     |
| 19 de julio de 2014      | Boston           | Estados Unidos         | TD Garden                     | 14 119 / 14 119 (100%)      | $1 610 576   |
| 22 de julio de 2014      | Ottawa           | Canadá                 | Canadian Tire Centre          | 13 032 / 13 032 (100%)      | $1 293 992   |
| 25 de julio de 2014      | Montreal         | Canadá                 | Bell Centre                   | 30 698 / 30 698 (100%)      | $3 357 926   |
| 26 de julio de 2014      | Montreal         | Canadá                 | Bell Centre                   | 30 698 / 30 698 (100%)      | $3 357 926   |
| 28 de julio de 2014      | Detroit          | Estados Unidos         | The Palace of Auburn Hills    | 13 527 / 13 527 (100%)      | $1 401 004   |
| 30 de julio de 2014      | Kansas City      | Estados Unidos         | Sprint Center                 | 27 458 / 27 458 (100%)      | $2 955 180   |
| 31 de julio de 2014      | Kansas City      | Estados Unidos         | Sprint Center                 | 27 458 / 27 458 (100%)      | $2 955 180   |
| 3 de agosto de 2014      | Nueva Orleans    | Estados Unidos         | Smoothie King Center          | 13 743 / 13 743 (100%)      | $1 494 735   |
| 5 de agosto de 2014      | San Antonio      | Estados Unidos         | AT&T Center                   | 14 588 / 14 588 (100%)      | $1 603 585   |
| 8 de agosto de 2014      | Las Vegas        | Estados Unidos         | MGM Grand Garden Arena        | 13 168 / 13 168 (100%)      | $1 908 499   |
| 9 de agosto de 2014      | Glendale         | Estados Unidos         | Jobing.com Arena              | 12 573 / 12 573 (100%)      | $1 526 769   |
| 11 de agosto de 2014     | San José         | Estados Unidos         | SAP Center at San Jose        | 13 447 / 13 447 (100%)      | $1 595 496   |
| 12 de agosto de 2014     | Los Ángeles      | Estados Unidos         | Staples Center                | 14 520 / 14 520 (100%)      | $1 801 834   |
| Europa — Etapa VII       |                  |                        |                               |                             |              |
| 16 de agosto de 2014     | Chelmsford       | Reino Unido            | Hylands Park                  | —                           | —            |
| 17 de agosto de 2014     | Staffordshire    | Reino Unido            | Weston Park                   | —                           | —            |
| 19 de agosto de 2014     | Gdansk           | Polonia                | PGE Arena Gdańsk              | 40 794 / 40 794 (100%)      | $3 878 582   |
| 24 de agosto de 2014     | Kópavogur        | Islandia               | Korinn                        | 17 442 / 17 442 (100%)      | $2 195 447   |
| Oceanía — Etapa VIII     |                  |                        |                               |                             |              |
| 18 de septiembre de 2014 | Melbourne        | Australia              | Etihad Stadium                | 41 777 / 41 777 (100%)      | $5 765 602   |
| 19 de septiembre de 2014 | Melbourne        | Australia              | Etihad Stadium                | 41 777 / 41 777 (100%)      | $5 765 602   |
| 22 de septiembre de 2014 | Adelaida         | Australia              | Adelaide Entertainment Centre | 12 658 / 12 658 (100%)      | $1 799 621   |
| 23 de septiembre de 2014 | Adelaida         | Australia              | Adelaide Entertainment Centre | 12 658 / 12 658 (100%)      | $1 799 621   |
| 26 de septiembre de 2014 | Brisbane         | Australia              | Brisbane Entertainment Centre | 19 757 / 19 757 (100%)      | $2 735 476   |
| 27 de septiembre de 2014 | Brisbane         | Australia              | Brisbane Entertainment Centre | 19 757 / 19 757 (100%)      | $2 735 476   |
| 1 de octubre de 2014     | Sídney           | Australia              | Allphones Arena               | 28 500 / 28 500 (100%)      | $5 070 062   |
| 2 de octubre de 2014     | Sídney           | Australia              | Allphones Arena               | 28 500 / 28 500 (100%)      | $5 070 062   |
| 8 de octubre de 2014     | Perth            | Australia              | Perth Arena                   | 22 519 / 22 519 (100%)      | $3 011 452   |
| 9 de octubre de 2014     | Perth            | Australia              | Perth Arena                   | 22 519 / 22 519 (100%)      | $3 011 452   |
| 12 de octubre de 2014    | Auckland         | Nueva Zelanda          | Vector Arena                  | 34 587 / 34 587 (100%)      | $4 129 997   |
| 13 de octubre de 2014    | Auckland         | Nueva Zelanda          | Vector Arena                  | 34 587 / 34 587 (100%)      | $4 129 997   |
| 15 de octubre de 2014    | Auckland         | Nueva Zelanda          | Vector Arena                  | 34 587 / 34 587 (100%)      | $4 129 997   |
| Norteamérica — Etapa IX  |                  |                        |                               |                             |              |
| 20 de noviembre de 2014  | Portland         | Estados Unidos         | Moda Center                   | 13 929 / 13 929 (100%)      | $1 499 534   |
| 22 de noviembre de 2014  | Oakland          | Estados Unidos         | Oracle Arena                  | 13 085 / 13 085 (100%)      | $1 475 559   |
| 24 de noviembre de 2014  | Inglewood        | Estados Unidos         | The Forum                     | 12 593 / 12 593 (100%)      | $1 450 586   |
| 26 de noviembre de 2014  | Anaheim          | Estados Unidos         | Honda Center                  | 11 704 / 11 704 (100%)      | $1 386 091   |
| 28 de noviembre de 2014  | Las Vegas        | Estados Unidos         | MGM Grand Garden Arena        | 12 949 / 12 949 (100%)      | $1 866 329   |
| 1 de diciembre de 2014   | Houston          | Estados Unidos         | Toyota Center                 | 12 654 / 12 654 (100%)      | $1 712 300   |
| 3 de diciembre de 2014   | Dallas           | Estados Unidos         | American Airlines Center      | 14 855 / 14 855 (100%)      | $1 668 554   |
| 5 de diciembre de 2014   | Oklahoma City    | Estados Unidos         | Chesapeake Energy Arena       | 12 662 / 12 662 (100%)      | $1 388 971   |
| 8 de diciembre de 2014   | Chicago          | Estados Unidos         | United Center                 | 14 951 / 14 951 (100%)      | $1 905 303   |
| 10 de diciembre de 2014  | Toronto          | Canadá                 | Air Canada Centre             | 15 648 / 15 648 (100%)      | $1 675 965   |
| 13 de diciembre de 2014  | Uncasville       | Estados Unidos         | Mohegan Sun                   | 7068 / 7068 (100%)          | $780 915     |
| 14 de diciembre de 2014  | Nueva York       | Estados Unidos         | Barclays Center               | 14 461 / 14 461 (100%)      | $1 960 366   |
| 17 de diciembre de 2014  | Filadelfia       | Estados Unidos         | Wells Fargo Center            | 15 510 / 15 510 (100%)      | $1 791 973   |
| 19 de diciembre de 2014  | Nashville        | Estados Unidos         | Bridgestone Arena             | 14 334 / 14 334 (100%)      | $1 597 540   |
| 20 de diciembre de 2014  | Atlanta          | Estados Unidos         | Gwinnett Center               | 10 335 / 10 335 (100%)      | $1 343 945   |
| 1 de enero de 2015       | Las Vegas        | Estados Unidos         | MGM Grand Garden Arena        | 24 799 / 24 799 (100%)      | $4 436 453   |
| 2 de enero de 2015       | Las Vegas        | Estados Unidos         | MGM Grand Garden Arena        | 24 799 / 24 799 (100%)      | $4 436 453   |
| Total                    | Total            | Total                  | Total                         | 1 986 386 / 1 999 834 (99%) | $231 617 175 |

### Conciertos cancelados y/o reprogramados
| Fecha                  | Ciudad, País               | Lugar                 | Motivo |
| ---------------------- | -------------------------- | --------------------- | --- |
| 31 de octubre de 2013  | Montreal, Canadá           | Bell Centre           | Conciertos reprogramados al 19, 25 y 26 de julio de 2014 por contratiempos con los ensayos y la producción. |
| 1 de noviembre de 2013 | Montreal, Canadá           | Bell Centre           | Conciertos reprogramados al 19, 25 y 26 de julio de 2014 por contratiempos con los ensayos y la producción. |
| 4 de noviembre de 2013 | Boston, Estados Unidos     | TD Garden             | Conciertos reprogramados al 19, 25 y 26 de julio de 2014 por contratiempos con los ensayos y la producción. |
| 19 de febrero de 2014  | Nueva York, Estados Unidos | Madison Square Garden | Conciertos reprogramados al 21 de febrero y 9 de julio de 2014 por cuestiones de salud.                     |
| 22 de febrero de 2014  | Buffalo, Estados Unidos    | First Niagara Center  | Conciertos reprogramados al 21 de febrero y 9 de julio de 2014 por cuestiones de salud.                     |

## Registro y transmisión
Los últimos dos conciertos de la gira fueron grabados en el MGM Grand Garden Arena el 1 y el 2 de enero de 2015 por el director Jonathan Demme. El material fue editado como documental y fue exhibido por primera vez en el Festival de Toronto el 13 de septiembre de 2016 con el título Justin Timberlake + The Tennessee Kids. Posteriormente, el 12 de octubre de 2016, debutó a través del servicio Netflix.